# Liste der Fachgebiete von Ziviltechnikern
Liste der Fachgebiete bzw. Befugnisse von Ziviltechnikern (Architekten und Ingenieurkonsulenten). Derzeit werden rund 60 – in dieser Liste angeführte Befugnisse – in Österreich vom Bundesministerium für Wirtschaft, Familie und Jugend verliehen. Voraussetzung zur Erlangung dieser Befugnisse ist der Abschluss eines einschlägigen Hochschulstudiums, eine mehrjährige Praxis und das Ablegen der Ziviltechnikerprüfung.
Die Bezeichnungen Architekt, Zivilingenieur und Ingenieurkonsulent sind geschützt und dürfen in Österreich nur vom befugten Personenkreis geführt werden. Die korrekte Berufsbezeichnung lautet auf das jeweilige Fachgebiet mit vorangestelltem „Ingenieurkonsulent für“ oder „Zivilingenieur für“, zum Beispiel Ingenieurkonsulent für Agrarökonomie, Ingenieurkonsulent für Gebäudetechnik usw. Eine Sonderstellung nehmen dabei die Architekten ein. Sie werden als Architekt bezeichnet.
Die Ziviltechniker gehören zu den freien Berufen. Ziviltechniker mit aufrechter Befugnis (das heißt bei der Ingenieurskammer als Ziviltechniker aktiv gemeldet) haben das Recht auf ihrem Fachgebiet selbständig tätig zu werden.

## A
- Architekt
- Agrarökonomie
- Angewandte Geowissenschaften
- Angewandte Informatik
- Automatisierte Anlagen- und Prozesstechnik
- Automatisierungstechnik

## B
- Bauingenieurwesen, Bauwesen
- Bauingenieurwesen – Baumanagement
- Bauingenieurwesen – Projektmanagement
- Bauplanung und Baumanagement
- Bergwesen
- Biologie

## C
- Chemie

## E
- Elektronik/Wirtschaft
- Elektrotechnik
- Erdölwesen (sh. Studienrichtung Erdölwesen der Montanuniversität Leoben)
- Erdwissenschaften
- Erdwissenschaften (Geologie)
- Erdwissenschaften (Mineralogie)
- Erdwissenschaften (Petrologie)
- Erdwissenschaften (technische Geologie)

## F
- Forst- und Holzwirtschaft

## G
- Gärungstechnik
- Gas- und Feuerungstechnik
- Gebäudetechnik
- Geographie
- Geologie
- Gesteinshüttenwesen

## H
- Hochbau
- Hüttenwesen

## I
- Industrieller Umweltschutz, Entsorgungstechnik und Recycling
- Informatik
- Ingenieurgeologie
- Innenarchitektur

## K
- Kulturtechnik und Wasserwirtschaft
- Kunststofftechnik

## L
- Landschaftsökologie und Landschaftspflege
- Landschaftsplanung und -pflege
- Landwirtschaft
- Lebensmittel- und Biotechnologie
- Lebensmittel- und Gärungstechnologie

## M
- Markscheidewesen
- Maschinenbau
- Maschinenbau-Schiffstechnik
- Meteorologie und Geophysik
- Mechatronik
- Montanmaschinenwesen (sh. Studienrichtung Montanmaschinenwesen der Montanuniversität Leoben)

## O
- Ökologie

## P
- Physik
- Produkttechnologie/Wirtschaft

## R
- Raumplanung und Raumordnung

## S
- Schiffstechnik
- Softwareentwicklung – Wirtschaft

## T
- Technische Chemie
- Technische Geologie
- Technische Mathematik
- Technische Physik
- Technischer Umweltschutz
- Telematik

## V
- Verfahrenstechnik
- Vermessungswesen

## W
- Werkstoffwissenschaften
- Wirtschaftsingenieur im Bauwesen
- Wirtschaftsingenieurwesen für Informatik
- Wirtschaftsingenieurwesen im Maschinenbau
- Wirtschaftsingenieurwesen in der technischen Chemie
- Wirtschaftstelematik